# Sony Ericsson K510i
Sony Ericsson K510i為Sony Ericsson於2006年5月30日所推出的行動電話，內建130萬畫素相機，並與電影達文西密碼合作推出特別版手機。